# プレシジョン・マーケティング
プレシジョン・マーケティング、精密マーケティング (英: precision marketing)は、マーケティングの成功は既存顧客を維持し、クロスセルとアップセルを行うことであるとするマーケティング手法である。 
プレシジョン・マーケティングでは関連性を見る手法を強調している。 プレシジョン・マーケティングを実現するために、マーケターは顧客から直接個人的な好みを取得する。また、行動データとトランザクションデータを収集して分析する。 

## 進化
プレシジョン・マーケティングは、市場細分化の発展、技術の進歩、およびマスマーケティングの急増に対する顧客の反応を受けて発展してきた。 
ザビンとブレ―バッハは、市場セグメンテーションの進化について、1950年代に用語が誕生してから、時間とともに、ますます多くの情報がマーケティング目的で活用されていると示唆している。市場セグメンテーションは、1950年代の単純な人口統計から、1960年代の地理人口統計と行動セグメンテーション（購入傾向）、1970年代のサイコグラフィックデータ（性格とライフスタイル）、1990年代の顧客ロイヤリティと収益性、そして現在の経済データの活用へと進化している  。市場細分化の概念的進化が、プレシジョン・マーケティングの基礎となっている。プレシジョン・マーケティングでは、セグメントは「フルタイムのMBA学生で、結婚して小さい子供がおり、休暇計画中」のように狭く定義する。
セグメンテーションの進化は、テクノロジーの進歩によって可能となった。デジタルへの移行により、データの取得と保持が容易になり、データベースの効率が向上することで、データの使いやすさが向上した。 テクノロジーの進歩は、プレシジョン・マーケティングで使用される市場細分化の種類にとって重要だが、これに加えて、激しい競争と顧客の需要と期待が推進要因となり、進化することとなった。
Learmer と Simmons（2007）は、アメリカの消費者は毎日3000を超える印刷物（ダイレクトメールとテレマーケティング）とデジタル（電子メールと携帯電話）などのマーケティングメッセージの雪崩に圧倒されていると考えている。その結果、顧客は、特にそれが自分と無関係であったり自動で送られていると判断した場合、一方的なマーケティングコミュニケーションを受け入れにくくなっている。 これが、プレシジョン・マーケティングを生み出した背景である。

## 応用
プレシジョン・マーケティングの最も一般的な用途は、顧客の維持と活性化である。これは、 ベストウエスタンホテルズ やテスコなどのいくつかの主要企業で使用されているプレシジョン・マーケティング戦術の例である。 